# Distrito de Panamá
Panamá es uno de los 6 distritos que integran la provincia homónima. La Ciudad de Panamá es la capital del distrito, de la provincia y de la República de Panamá. Con una población de 1 086 990 habitantes según el censo de 2023, de los cuales 410 354 se encuentran en la ciudad, es el distrito más poblado de Panamá.
El distrito tiene una extensión de 2 045.6 km² y se organiza territorialmente en un total de 26 corregimientos. Limita al noroeste con el distrito de Colón, al norte con los distritos de Portobelo y Santa Isabel, al noreste con la comarca Guna Yala, al este con el distrito de Chepo, al sur con el golfo de Panamá y al oeste con el distrito de Arraiján. El distrito de San Miguelito constituye un enclave dentro del distrito de Panamá, siendo parte crucial del área urbana de la Ciudad de Panamá.
Como la capital nacional se encuentra dentro de su territorio, el distrito alberga las sedes del Gobierno Nacional y sus ministerios, la Corte Suprema de Justicia y la Asamblea Nacional, así como la residencia oficial del presidente de la República.
El distrito se encuentra en la orilla este de la entrada por el océano Pacífico del canal de Panamá y se ha consolidado como el principal centro socioeconómico de la República. El Aeropuerto Internacional de Tocumen, situado a 24 km del centro de la ciudad, fue utilizado por más de 7 millones de pasajeros en el primer trimestre de 2022, y es el octavo aeropuerto con más pasajeros en América Latina.

## Historia
La Ciudad de Panamá, la precursora directa del distrito homónimo, fue fundada el 15 de agosto de 1519 por el español Pedro Arias Dávila, constituyéndose como el primer asentamiento europeo permanente en la costa americana del Pacífico.Dos años después, el rey Carlos I le concedió el título de ciudad y estableció un cabildo municipal. La ciudad fue un punto clave para la conquista del Imperio incaico y la exportación de metales preciosos hacia Europa.
A finales del siglo XVII, la ciudad fue objeto de ataques por numerosos piratas y corsarios. El 28 de enero de 1671, una banda liderada por el pirata Henry Morgan atacó la ciudad e intentó apropiarse de los recursos de la ciudad, pero fue detenido por la explosión de los depósitos de pólvora bajo órdenes del gobernador Juan Pérez de Guzmán. La ciudad fue abandonada tras su destrucción, convirtiéndose en el sitio arqueológico de Panamá Viejo, y fue reconstruida en 1673 por Antonio Fernández de Córdoba a 8 km al suroeste de su ubicación original, en lo que ahora es conocido como el Casco Antiguo.
El Acta de Independencia de Panamá fue proclamada el 28 de noviembre de 1821 en el cabildo municipal, concluyendo de esta forma 320 años de control colonial por el Imperio español sobre el territorio panameño. Luego de 82 años de unión a Colombia, el Consejo Municipal proclamó la separación de Panamá de Colombia el 3 de noviembre de 1903, con el apoyo de Estados Unidos, y constituyó a Panamá como un Estado independiente por primera vez en su historia.
El corregimiento más antiguo del Distrito es Pacora, que fue creado en 1892. Los siguientes corregimientos en ser creados fueron Pueblo Nuevo (1895) y Juan Díaz (1913), mientras que los corregimientos de El Chorrillo, Santa Ana, San Felipe y Calidonia fueron creados en 1915 cuando la ciudad original fue dividida en estos cuatro sectores. El corregimiento de San Francisco fue creado en 1926; Bella Vista, en 1930; Pedregal, en 1960; y San Martín, en 1963.
Se crearon otros 8 corregimientos entre 1963 y 2002. Los corregimientos de 24 de Diciembre y Las Mañanitas se crearon en 2002, mientras que el presidente Ricardo Martinelli aprobó la Ley N.º 42 de 2009 para crear los corregimientos de Alcalde Díaz y Ernesto Córdoba Campos en la zona norte del Distrito. Los corregimientos restantes son Don Bosco, creado por la Ley N.º 42 de 2017; Las Garzas, por la Ley N.º 40 de 2017; y Caimitillo, por la Ley N.º 29 de 2012.

## Geografía
El distrito de Panamá tiene una extensión total de 2 045.6 km² y una población de  1 086 990 habitantes, según el censo de 2023, el distrito más poblado del país. El Distrito se encuentra en la región oriental del país, en el extremo norte del golfo de Panamá (concretamente, en las costas de la bahía homónima), y es delimitado por el canal de Panamá en su límite al oeste con el distrito de Arraiján. 
El área geográfica de la Ciudad de Panamá corresponde al 4.23% de la superficie del Distrito, mientras que el 95.77% restante es ocupado por los 13 corregimientos restantes que son parte del área metropolitana de Ciudad de Panamá. En términos demográficos, el 37.75% de la población del Distrito se encuentra en la Ciudad de Panamá y el 62.25% restante corresponde a la población de los 13 corregimientos restantes. Los 13 corregimientos que no pertenecen a la Ciudad de Panamá presentaron un crecimiento poblacional de 50.23% entre el censo de 2010 y 2023, con el corregimiento de Chilibre como el único de este grupo que ha perdido población en este intervalo.
El límite al noroeste con el distrito de Colón está delimitado por el lago Alajuela y los ríos Chagres y Boquerón. El Distrito está cubierto por cuatro áreas protegidas importantes: el Parque Natural Metropolitano, el Parque Nacional Camino de Cruces, el Parque Nacional Soberanía y el Parque Nacional Chagres; los primeros tres se encuentran en Ancón, mientras que Chagres se encuentra en el área norte del corregimiento de Caimitillo.

### Demografía

Demografía del distrito.

Seis de los corregimientos en el centro de la Ciudad de Panamá (San Felipe, El Chorrillo, Santa Ana, Calidonia, Curundú y Betania) registraron, en promedio, una pérdida del 12.62% de su población entre el censo de 2010 y 2023. Los corregimientos restantes de la Ciudad de Panamá, si se excluye a Juan Díaz (que registra una pérdida neta al incluir, en el censo de 2010, la población de Don Bosco), registraron un crecimiento de 18.93% entre el censo de 2010 y 2023. Los 10 corregimientos con mayor crecimiento poblacional en el Distrito, entre el censo de 2010 y 2023, son: San Francisco (+39.49%), Pacora (+33.89%), Ernesto Córdoba Campos (+28.38%), Pueblo Nuevo (+27.30%), Ancón (+25.08%), San Martín (+24.38%), 24 de Diciembre (+22.26%), Las Cumbres (+21.47%), Tocumen (+19.22%) y Parque Lefevre (+15.77%).
En contraste, los 10 corregimientos con menor crecimiento poblacional en el distrito de Panamá son: San Felipe (-61.43%), Santa Ana (-25.89%), El Chorrillo (-10.75%), Calidonia (-9.46%), Betania (-8.49%), Chilibre (-8.10%), Río Abajo (+5.40%), Pedregal (+11.70%) y Bella Vista (+11.86). En promedio, los corregimientos de Panamá Norte registraron un crecimiento poblacional de 31.70% y los corregimientos de Panamá Este registraron un crecimiento poblacional de 67.79%.

### Relieve

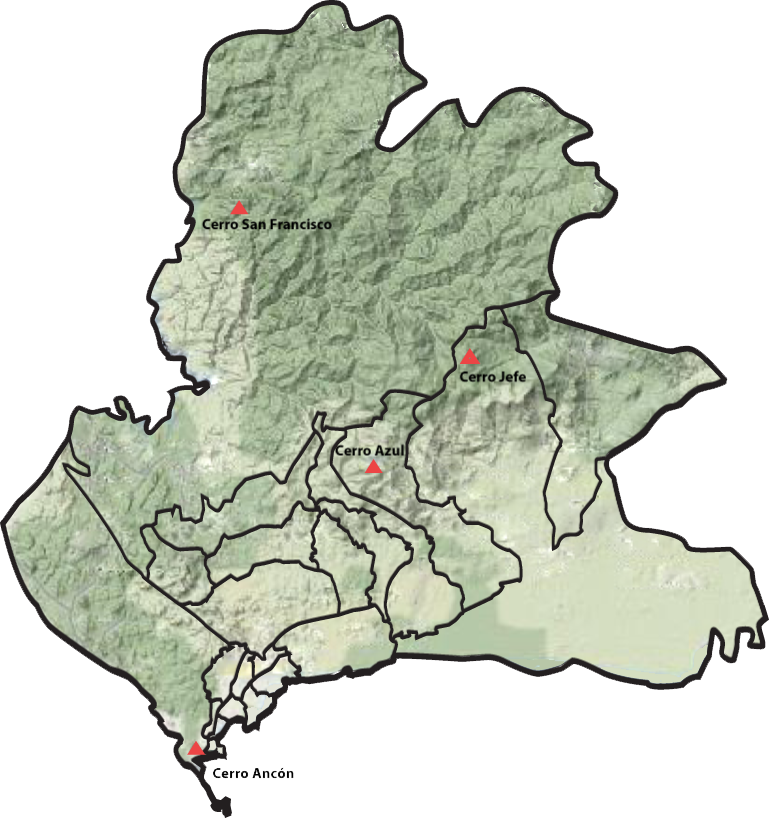
Mapa de relieve del distrito de Panamá

El territorio del distrito de Panamá posee un relieve relativamente uniforme. La mayor parte del área geográfica de la ciudad se encuentra al nivel del mar o con una elevación mínima, frente a la bahía de Panamá. El punto más alto de la Ciudad de Panamá es el cerro Ancón, con una elevación de 199 m s. n. m.. En contraste, el área norte del distrito posee un relieve ondulado y cambiante, con colinas y cerros que ascienden a más de 1000 m s. n. m.. 
Entre los cerros más destacados del área urbana de la Ciudad de Panamá, que incluye al distrito de San Miguelito, se incluyen a Cerro Azul (en el corregimiento de 24 de Diciembre, con una altitud de 950 m s. n. m.), Cerro Sonsonate (en su cima se encuentra el Templo Bahaí, con una altitud de 300 m s. n. m.), Cerro San Francsico (en el corregimiento de Caimitillo, con una altitud de 558 m s. n. m.) y el Cerro Jefe, el punto más alto del distrito y la provincia homónima (en el corregimiento de Pacora, con una altitud de 1 007 m s. n. m.).

### Hidrografía

Mapa hidrográfico del distrito, con el canal de Panamá indicado en el oeste

El límite oeste del distrito de Panamá es delimitado por el canal de Panamá, que separa el territorio panameño entre el océano Pacífico y el mar Caribe. Por esta división de la masa continental, existen fuentes que sugieren que Panamá es transcontinental, o bien transregional desde el canal de Panamá (por lo que el distrito de Panamá y otros distritos al este del Canal se encuentran, bajo esta definición, en América del Sur).
El río Chagres, que fue represado para la formación del lago artificial Gatún y es crucial en la operación del canal de Panamá, también es fundamental para el abastecimiento del agua de la mayor parte del Distrito. Otros ríos importantes incluyen el río Juan Díaz (atraviesa el corregimiento homónimo), el río Pacora (delimita parte del extremo sureste del corregimiento homónimo), el río Cabra y el río Pequeñí.
Otros ríos más pequeños que se destacan incluyen el río Cárdenas, el río Curundú (que delimita el límite del corregimiento homónimo con Ancón), el río Matasnillo (que delimita casi todo el extremo oeste de San Francisco), el río Matías Hernández (desemboca al mar en Costa del Este y atraviesa parte del distrito de San Miguelito), el río Tapia y el río Tocumen (atraviesa el corregimiento homónimo y fue desviado parcialmente para construir el Aeropuerto Internacional homónimo).

### Clima
| Parámetros climáticos promedio de distrito de Panamá | Parámetros climáticos promedio de distrito de Panamá | Parámetros climáticos promedio de distrito de Panamá | Parámetros climáticos promedio de distrito de Panamá | Parámetros climáticos promedio de distrito de Panamá | Parámetros climáticos promedio de distrito de Panamá | Parámetros climáticos promedio de distrito de Panamá | Parámetros climáticos promedio de distrito de Panamá | Parámetros climáticos promedio de distrito de Panamá | Parámetros climáticos promedio de distrito de Panamá | Parámetros climáticos promedio de distrito de Panamá | Parámetros climáticos promedio de distrito de Panamá | Parámetros climáticos promedio de distrito de Panamá | Parámetros climáticos promedio de distrito de Panamá |
| Mes                                                  | Ene.                                                 | Feb.                                                 | Mar.                                                 | Abr.                                                 | May.                                                 | Jun.                                                 | Jul.                                                 | Ago.                                                 | Sep.                                                 | Oct.                                                 | Nov.                                                 | Dic.                                                 | Anual                                                |
| ---------------------------------------------------- | ---------------------------------------------------- | ---------------------------------------------------- | ---------------------------------------------------- | ---------------------------------------------------- | ---------------------------------------------------- | ---------------------------------------------------- | ---------------------------------------------------- | ---------------------------------------------------- | ---------------------------------------------------- | ---------------------------------------------------- | ---------------------------------------------------- | ---------------------------------------------------- | ---------------------------------------------------- |
| Temp. máx. media (°C)                                | 33.4                                                 | 34.2                                                 | 34.8                                                 | 35.4                                                 | 34.5                                                 | 33.8                                                 | 33.9                                                 | 33.9                                                 | 32.9                                                 | 32.6                                                 | 32.9                                                 | 33.3                                                 | 33.8                                                 |
| Temp. mín. media (°C)                                | 18.5                                                 | 18.4                                                 | 18.4                                                 | 19.5                                                 | 21.1                                                 | 21.3                                                 | 21.0                                                 | 20.9                                                 | 21.0                                                 | 20.8                                                 | 20.3                                                 | 19.2                                                 | 20                                                   |
| Precipitación total (mm)                             | 29.3                                                 | 10.1                                                 | 13.1                                                 | 64.7                                                 | 225.1                                                | 235.0                                                | 168.5                                                | 219.9                                                | 253.9                                                | 330.7                                                | 252.3                                                | 104.6                                                | 1907.2                                               |
| Fuente: 16 de febrero de 2010                        |                                                      |                                                      |                                                      |                                                      |                                                      |                                                      |                                                      |                                                      |                                                      |                                                      |                                                      |                                                      |                                                      |

## Gobierno y política

### Alcaldía del Distrito
El alcalde es la máxima autoridad del Distrito y es elegido por todos los ciudadanos mayores de 18 años habilitados para votar, en una elección concurrente con la de los representantes de corregimiento y las autoridades nacionales (presidente de la República y miembros de la Asamblea Nacional).
Las responsabilidades del alcalde, establecidas por el artículo 240 de la Constitución, son: presentar proyectos de acuerdos, ordenar los gastos de la administración local, nombrar y remover a los funcionarios públicos municipales cuya designación no corresponda a otra autoridad, promover el progreso municipal y garantizar el cumplimiento de los deberes de los funcionarios del municipio, entre otras que sean dispuestas por la Ley. 
Hasta 1968, los alcaldes panameños eran nombrados por el presidente de la República. Durante la dictadura militar, hubo elección directa de ejecutivos municipales, con el triunfo del oficialismo (PRD) en casi todos los distritos. En 1989 no hubo votación para alcaldes; por lo cual el presidente Guillermo Endara, una vez asumió el poder en 1989, pudo nombrar a los jefes municipales en todo el país. En el distrito capital, inicialmente nombró a Guillermo Cochez, quien pertenecía al Partido Demócrata Cristiano. En 1991 lo reemplazó por Mayín Correa, quien había sido legisladora del PALA (1984-1989). Desde 1994 se eligen alcaldes por votación popular cada quinquenio, al mismo tiempo que se escogen presidente, diputados y representantes de corregimiento.  
El alcalde del Distrito de Panamá desde el 1 de julio de 2024 es Mayer Mizrachi, quien fue elegido por el Partido Popular con el 32.62% de los votos válidos.  Los individuos que han ejercido el cargo de alcalde de Panamá, desde la invasión estadounidense de 1989, son los siguientes: 
1. Guillermo Cochez (PDC, 1989–1991).
2. Mayín Correa (MOLIRENA, 1991–1999).
3. Juan Carlos Navarro (PRD, 1999–2009).
4. Bosco Vallarino (PAN, 2009–2012).
5. Roxana Méndez (CD, 2012–2014).
6. José Isabel Blandón (PAN, 2014–2019).
7. José Luis Fábrega (PRD, 2019–2024).
8. Mayer Mizrachi (PP, 2024–presente).

### Consejo Municipal

Miembros, por afiliación política, del Consejo Municipal de Panamá (2024–2029)

El Consejo Municipal ostenta el poder legislativo del gobierno del Distrito y tiene la responsabilidad de aprobar o rechazar los proyectos municipales presentados por el alcalde. Está constituido por los representantes de los 26 corregimientos del Distrito:
- 24 de Diciembre – H.R. Dorindo Vega (Realizando Metas)[42]
- Alcalde Díaz – H.R. Ricardo Precilla (MOLIRENA)[42]
- Ancón – H.R. Yamireth Batista (Movimiento Otro Camino)[42]
- Betania – H.R. Humberto Echeverría (Libre postulación)[42]
- Bella Vista – H.R. César Kiamco (Libre postulación)[42]
- Caimitillo – H.R. Rodolfo Precilla (MOLIRENA)[42]
- Calidonia – H.R. Yatzumaly Worrel (Partido Revolucionario Democrático)[42]
- Chilibre – H.R. Josimar Camaño (Partido Panameñista)[42]
- Curundú – H.R. Senén Mosquera (Partido Revolucionario Democrático)[42]
- Don Bosco – H.R. Pier Janson (Partido Panameñista)[42]
- El Chorrillo – H.R. Keira Navarro (Realizando Metas)[43]
- Ernesto Córdoba Campos – H.R. Ismael Atencio (Libre postulación)[42]
- Juan Díaz – H.R. David Bernal (Libre postulación)[42]
- Las Cumbres – H.R. Zaidy Quintero (Partido Panameñista)[42]
- Las Garzas – H.R. Alaín Cedeño, Jr. (Realizando Metas)
- Las Mañanitas – H.R. Carlos Domínguez (Partido Revolucionario Democrático)[42]
- Pacora – H.R. Hugo Henríquez (Partido Revolucionario Democrático)[42]
- Parque Lefevre – H.R. Rody Rodríguez (Movimiento Otro Camino)[42]
- Pedregal – H.R. Luis Constante (Realizando Metas)[42]
- Pueblo Nuevo – H.R. Luis Alexander Pérez (LP–MOCA)[44][42]
- San Francisco – H.R. Serena Vamvas (LP–MOCA)[44][42]
- San Martín – H.R. Elías Vigil, Sr. (Partido Panameñista)[42]
- Santa Ana – H.R. Kira Ponce (Partido Revolucionario Democrático)[42]
- Tocumen – H.R. Arielis Barría (Libre postulación)[42]

Cada representante es responsable de la administración de la junta comunal de su corregimiento que, a su vez, es responsable de impulsar la organización de la comunidad para promover su desarrollo socioeconómico y político. En este sentido, su deber primordial es promover el desarrollo de la colectividad y buscar la solución de sus problemas más relevantes. Los recursos financieros de las juntas comunales provienen de la alcaldía y la Autoridad Nacional de Descentralización.

### Organización territorial
El Distrito de Panamá, a partir del 1 de julio de 2017,se organiza territorialmente en un total de veintiséis corregimientos.
| Corregimiento          | Superficie (km²) | Censo de 2023 | Censo de 2023 | Censo de 2023      |
| Corregimiento          | Superficie (km²) | Población     | VP            | Densidad (hab/km²) |
| ---------------------- | ---------------- | ------------- | ------------- | ------------------ |
| San Felipe             | 0.3              | 1,258         | 61.43%        | 4,089.0            |
| El Chorrillo           | 0.5              | 16,335        | 10.75%        | 33,264.4           |
| Santa Ana              | 0.8              | 13,495        | 25.89%        | 17,049.9           |
| Calidonia              | 1.8              | 17,300        | 9.46%         | 9,721.3            |
| Curundú                | 1.2              | 15,458        | 5.52%         | 12,861.2           |
| Betania                | 8.2              | 42,199        | 8.49%         | 5,124.5            |
| Bella Vista            | 4.6              | 33,710        | 11.86%        | 7,358.4            |
| Pueblo Nuevo           | 3.1              | 24,167        | 27.30%        | 7,709.0            |
| San Francisco          | 6.7              | 61,290        | 39.49%        | 9,210.1            |
| Parque Lefevre         | 7.2              | 42,832        | 15.77%        | 5,923.7            |
| Río Abajo              | 3.8              | 28,045        | 5.40%         | 7,344.3            |
| Juan Díaz              | 19.8             | 56,583        | N/A           | 2,856.7            |
| Pedregal               | 28.5             | 57,682        | 11.70%        | 2,021.5            |
| Ciudad de Panamá       | 86.6             | 410,354       | 4.64%         | 4,740.2            |
| Ancón                  | 193.4            | 37,224        | 25.08%        | 192.4              |
| Chilibre               | 58.2             | 49,582        | 8.10%         | 852.1              |
| Las Cumbres            | 27.9             | 39,923        | 21.47%        | 1,433.4            |
| Pacora                 | 211.5            | 70,283        | 33.89%        | 332.4              |
| San Martín             | 140.4            | 5,485         | 24.38%        | 39.1               |
| Tocumen                | 64.8             | 89,361        | 19.22%        | 1,379.0            |
| Las Mañanitas          | 23.9             | 45,241        | 14.61%        | 1,890.5            |
| 24 de Diciembre        | 81.2             | 79,965        | 22.26%        | 985.3              |
| Alcalde Díaz           | 43.1             | 46,976        | 13.77%        | 1,089.8            |
| Ernesto Córdoba Campos | 30.0             | 71,613        | 28.38%        | 2,389.9            |
| Caimitillo             | 893.1            | 34,097        | N/A           | 38.2               |
| Las Garzas             | 174.8            | 56,980        | N/A           | 326.0              |
| Don Bosco              | 16.8             | 49,906        | N/A           | 2,965.5            |
| Resto del distrito     | 1,959.1          | 676,636       | 50.23%        | 345.4              |
| Total general          | 2,045.6          | 1,086,990     | 23.42%        | 531.4              |